# Guillaume Corbet
Guillaume Corbet (né le 17 juillet 1779 en Irlande - mort le 12 août 1842 à Saint-Denis (93) où il résidait momentanément, habitant alors rue Louis-Le-Grand à Paris) est un général français du XIXe siècle.

## Biographie
Naturalisé Français le 27 décembre 1814, Guillaume Corbet avait déjà à cette date fait vingt campagnes dans les rangs de l'armée française et avait obtenu ses grades et décorations sur les champs de bataille.
Mis en non-activité sous la Restauration, il reprit du service lors de l'expédition de Morée qu'il avait lui-même conseillée au gouvernement.
À son arrivée en Grèce, il fut nommé gouverneur des forteresses de la Messénie, puis de Nauplie, où régnait la plus affreuse anarchie. Le général Corbet sut rétablir l'ordre. La garnison française d'Argos ayant été assaillie un jour par les bandes de Colocotroni et autres chefs vendus à la Russie, Corbet s'y rendit aussitôt, battit les Pallikares et leur tua 300 hommes.
À son départ pour la France, les primats de la Grèce lui offrirent un sabre d'honneur et une adresse.
Le général Corbet fut nommé alors au commandement du département du Calvados.
Guillaume Corbet était Commandeur de la Légion d'honneur et décore de l'ordre grec du Sauveur.